# 아틀라스 (소설)
아틀라스: 지구를 떠받치기를 거부한 신(영어: Atlas Shrugged)은 1957년 미국에서 처음으로 출판한 아인 랜드의 소설이다. 이 소설은 아인 랜드의 네 번째이자 마지막 작품이며, 대하소설이다. 랜드 스스로 이 작품을 자신이 '8세에 세웠던 목표를 이룬 완성판이자 절정'이라 평가하였다. 가제인 파업(The Strike)이란 말이 나타내는 것과 같이, 이 책은 혁신자가 나라를 지도하는 디스토피아적인 미국을 탐구하며, 기업가부터 예술가까지 각 분야의 전문가들이 사회의 착취로부터 대항하는 모습을 그린다.
한글번역판이 2003년 민음사에서 5권으로 나왔으나(ISBN 89-374-8025-5) 절판되었고, 2013년에는 휴머니스트에서 3권으로 출판되었다(ISBN 9788958626664, ISBN 8958626666).